# Tiburn
Tiburn (de vegades Tiburt) (en llatí Tiburnus o Tiburtus) va ser, segons la mitologia romana, l'heroi epònim fundador de la ciutat llatina de Tibur (avui Tívoli).
De vegades se'l considera fill d'Amfiarau, o de Catil, un fill d'Amfiarau. Originari de l'Arcàdia va marxar amb el seu pare Catil i els seus germans Coras i Catil quan va caure Tebes, i es refugiaren al Latium, a la plana del riu Anio. Els tres germans van combatre contra Eneas ajudant Turnus, rei dels rútuls. Virgili diu que Coras i Catil combatien "com els centaures" cosa que fa suposar que lluitaven a cavall.